# 587 Hypsipyle
587 Hypsipyle је астероид главног астероидног појаса чија средња удаљеност од Сунца износи 2,334 астрономских јединица (АЈ).
Апсолутна магнитуда астероида је 12,7 а геометријски албедо 0,053.